# Harti Weirather
Hartmann „Harti“ Weirather (* 25. ledna 1958 Reutte) je bývalý závodník Světového poháru v alpském lyžování z Rakouska. Narodil se v Reutte v Tyrolsku a specializoval se na sjezd.

## Kariéra
Během počátku 80. let vyhrál Weirather šest závodů Světového poháru ve sjezdu a vyhrál sjezd na mistrovství světa v roce 1982 v rakouském Schladmingu. V roce 1981 navíc vyhrál titul mistra světa ve sjezdu.                                                                                                      
Weiratherovo vítězství v Kitzbühelu v roce 1982 bylo vůbec první pod dvě minuty na dlouhém hřišti Streif; jeho čas (1:57,20) byl rekordem kurzu po dobu deseti let. Dva sjezdové závody v Kitzbühelu v roce 1982 byly ve srovnání s předchozími roky extrémně rychlé; Weirather překonal rekord Franze Klammera z roku 1975 (2:03,22) o více než šest sekund a 15 nejlepších v obou závodech bylo méně než dvě minuty.

## Osobní život
Weirather je vdaný za bývalou šampionku světového poháru Hannu Wenzel z Lichtenštejnska. Provozují obchodní poradenskou firmu. 